# Tjoknutyje
Tjoknutyje (russisk: Чокнутые) er en sovjetisk spillefilm fra 1991 af Alla Surikova.

## Medvirkende
- Nikolaj Karatjentsov som Rodion Kirjukhin
- Leonid Jarmolnik som Tikhon Zajtsev
- Sergej Stepantjenko som Fjodor 'Pirandello'
- Olga Kabo as Masha
- Natalja Gundareva som Otresjkova